# Citarista

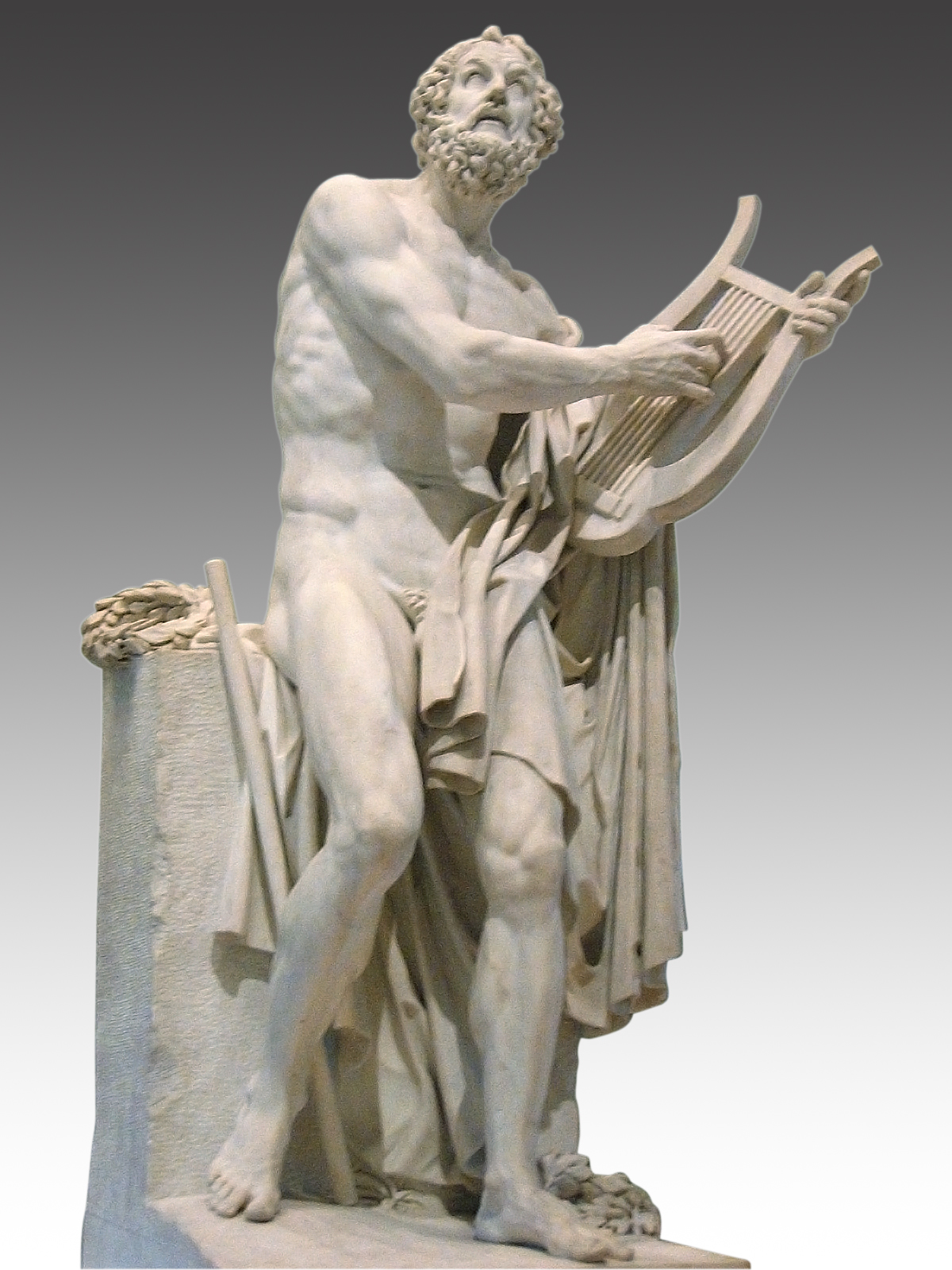
Statua raffigurante Omero con la cetra

Il citarista (in greco antico: κιθαρῳδός?, kitharōidós; in latino citharoedus), anche detto citaredo, vocabolo che deriva dal termine greco κιθἆρα, era il suonatore di cetra (o indistintamente della lira e dell'arpa), nell'antica Grecia e nella Roma antica, che spesso decantava anche versi di poesia lirica (così detta perché si accompagnava al suono della lira o della cetra). Uno dei sottogeneri della poesia lirica nell'antica Grecia era appunto la citarodia.
Tra i citaristi classici di cui ci è giunta notizia vi sono i greci Terpandro (VIII o VII secolo a.C.) ed Eunomo (leggendario vincitore dei giochi Pitici), e il romano Menecrate (I secolo d.C.).

## Riferimenti nella cultura classica
Il termine citarista è uno degli epiteti di Apollo (Apollo Citarista o Apollo Citaredo), dio greco delle arti e della musica, spesso raffigurato con la cetra. Tra gli scavi archeologici di Pompei c'è anche la Casa del citarista, chiamata così per la statua bronzea di Apollo Citaredo ritrovata al suo interno.
Nel primo libro di Samuele si narra di come l'abilità da citarista di Davide è il motivo per cui, ancora soltanto un membro del popolo, viene conosciuto da re Saul, che gli chiede di lenire le sue sofferenza con il suono dell'arpa (1Samuele 16,15-23), e da qui comincia il suo percorso, predestinato a diventare re. In riferimento a questo episodio biblico esiste il David Citaredo, presumibilmente scolpito dal pisano Bonamico, che si trovava in origine sulla facciata della Cattedrale di Pisa, ma che è stato trasferito al Museo Nazionale di San Matteo.
Nella commedia della Grecia antica quello del citarista era uno dei personaggi tipici, come testimoniato da alcuni lavori di Anassandride.
Il personaggio del citarista appare nella commedia romana, ad esempio in Adelphoe e Phormio di Publio Terenzio Afro (in entrambi i casi si tratta di una citarista donna).
Vista la sua importanza nella cultura classica, la figura del citarista è stata ripresa in epoca moderna da alcune opere storiche, come Quo Vadis? del 1895, scritto dal premio Nobel per la letteratura Henryk Sienkiewicz, in cui appare la figura di Terpnos, il citarista di Nerone, e dal dramma Tamira il citaredo (1913) di Aleksandr Jakovlevič Tairov.